# محسن فرجاني
محسن فرجاني هو ناقد أدبي وأستاذ بكلية الألسن جامعة عين شمس كما يُعتبر أحد أبرز المترجمين من الصينية إلى العربية في العالم العربي. صدرت له عددٌ من الكتب المترجَمة عن الصينيَة لعلَّ أبرزها كتاب «فنّ الحرب عند سونبين» الذي يتحدث عن القائد الصيني سونبين، وكذا كتاب «الوحش المحبوس: قصص قصيرة من الأدب الصيني المعاصر» المترجَمة عن الصينيّة والتي صدرت ضمن مشروع قاده محسن للتعريف بالأدب الصيني المعاصَر، فضلًا عن كتاب «الكتب الأربعة المقدسة» والكتاب الذي حمل عنوان «الترجمة الكاملة لكتاب ليتزو (فيلسوف الطاوية)» وكذا كتب أخرى ذات عناوين قصيرة من قبيل كتاب «الثور» وكتاب «الحلم والأوباش».

## المسيرة المهنيّة
بد محسن فرجاني مسيرتهُ المهنيّة مدرسًا للغة الصينية في الألسن، ثمّ قرَّر في وقتٍ ما نقل التراث الفكري والثقافي والحضاري الصيني للعربيّة والعرب عبر الترجمة في الوقتِ الذي توافر فيه عددٌ من الدارسون المتخصصون في اللغة الصينية وآدابها في مصر وبعض الدول العربيّة الأخرى.
بدأ محسن فرجاني ترجمة الأعمال التراثية الكبرى في التاريخ الثقافي للصين، ثمّ حاول التعريف بالأدب الصيني الحديث والمعاصر من خلال ترجمة وتقديم أهم الأعمال الأدبيّة في الصين منذ الثمانينات من القرن الماضي. لم يُركّز في ترجماته على جنسٍ أدبيّ معين، بل نشط في ترجمة الرواية والقصة القصيرة وغير ذلك.
شارك محسن في جهود التحرير والنشر بـ مجلة الألسن للترجمة ومجلة المترجمين الأجانب التي تصدر عن اتحاد الكتاب الصينيين (جمهورية الصين الشعبية) على مدى ثلاث دروات، كما شارك في فعاليات المؤتمر الدولي للمترجمين والدارسين الأجانب فضلًا عن مشاركتهِ في عددٍ من الندوات العلمية التي عُقدت في كلية اللغة العربية بجامعة الدراسات الأجنبية ببكين، وجامعة الدراسات الدولية بشنغهاي، والجامعة الوطنية بـ «تايوان» وذلك في الفترة من 1997 وحتى الآن.
لعبَ المترجم محسن فرجاني دورًا مهمًا في تأسيس «ملتقى المترجمين والدارسين العرب في الثقافة الصينية» التابع للمركز الثقافي الصيني بالقاهرة، وهو المنتدى الذي يمثل ساحة علمية وفنية لكلٍ من: المترجمين والأكاديمين، المتخصصين في اللغة الصينية وآدابها وفلسفتها، سواء أكانوا من الدارسين للغة أم من الباحثين في قضايا الفكر الصيني وفلسفته وتاريخه، عبر لغات وسيطة كما يُعرّف نفسه.

## آراء
يقول محسن فرجاني أنّ ترجمة الكتب الصينيّة للعربية بدأت كفكرة حين قرأتز كتبًا مترجمة عن الصين وبلدان الشرق الأقصى، حينما كات طالبًا في المرحلة الإعدادية، ثم بدأت الترجمة نشاطًا فعليًا وهو في النصف الثاني من السنة الثالثة طالبًا في قسم اللغة الصينية بكلية الألسن في مصر. يُرجع الفضل لزميل صيني زائر في كلية الآداب الذي كان يُترجم نصوصًا في التراث القديم، استهوت محسن فبدأت أولى محاولات الترجمة لقصّة قصيرة من الأدب الصيني الحديث، وكانت ضمن المحتوى الدراسي.
تتركز العقبات التي يُواجهها المترجم في نظر محسن – كونه مترجمٌ هو الآخر – في تعقّد مسالك التواصل مع دور النشر لتوصيل النص الهدف واضطراب خطوط الاتصال مع مصادر الملكية الفكرية لتمرير النص المصدر حيث تكمن وضعية الانحصار، وكذا ضآلة مكافآت الترجمة بل وانعدامها في أحيان كثيرة، حينما تتعلق جهود الترجمة بالمقالات والنصوص القصيرة للنشر في الجرائد والمجلات والحوليات العلمية.
يرى محسن أنّ الترجمة عن الصينية لها ظرفها الخاص، ومن النادر أن تكون لدى الناشر، الحكومي أو الخاص، خطة خاصة بالترجمة عن الصينية إلا في حالات نادرة كما يُؤكّد. يُصوّر محسن العلاقة بينه ككاتب ومترجم بالعلاقة بين الظل والقناع بمعنى – كما يُوضّح – أنها العلاقة بين ذلك الجانب الخفي الذي يُريد له أن يتوارى بعيدًا عن الأنظار، فيتحول إلى قلق داخلي في اللاشعور، وبين ما يُريد له الظهور بوجه طيب أمام القارئ؛ فيصبح واجهة مقبولة وإن توارت خلفها صراعات دفينة تستهلك رصيدًا من طاقة الروح.
لا يرى محسن فرجاني لجوائز الترجمة العربية دورًا حقيقيًا في تشجيع حركة الترجمة، بل يقتصرُ دورها في نظره على دورها على تكريم الأداء الفردي للمترجمين الذين يتقدمون للحصول عليها، في حين أن القيمة الأصيلة للنصوص المترجمة لا تتبدى إلا بتقادمها.

## الجوائز
حصلَ فرجاني على جائزة الإسهام المتميز في الكتاب الصيني حيثُ تسلم الجائزة من رئيس الوزراء الصيني «ليو ياندونغ» 2013 والصداقة العربية الصينية التي تسلمها من رئيس جمهورية الصين الشعبية في 2016. حصلَ محسن فرجاني أيضًا على جائزة “المساهمات البارزة للصداقة الصينية العربية” في كانون الثاني/يناير 2016، كما فاز بجائزة «الكتاب الصيني» العالمية عام 2013 والتى تُمنح لأفضل المترجمين عن الصينية على مستوى العالم. لم تقتصر ترجماته على النصوص الأدبية فقط بل ترجمَ الأعمال الفكرية والفلسفية، والصوفية كذلك، كما يُعتبر محسن فرجاني أول من ترجم كتاب «الأخلاق» للمفكر الصيني لاوتسي إلى العربية، ولديه مشروعه الخاص كمترجم حيث يُركّز في اهتماماته على إبراز الأدب الصيني وكذا الثقافة الصينية ومن ضمنها الأصوات الأدبية الصينية المعاصرة.

## قائمة أعماله
هذه قائمةٌ بأبرز أعمال الكاتب والمترجم المصري محسن فرجاني:
- فنّ الحرب عند سونبين[22]
- الوحش المحبوس: قصص قصيرة من الأدب الصيني المعاصر[23]
- الكتب الأربعة المقدسة[24]
- (الترجمة الكاملة لكتاب ليتزو (فيلسوف الطاوية
- الثور[25]
- الحلم والأوباش[26]